# Глухов Первый
Глу́хов Пе́рвый (укр. Глухів Перший) — село на Украине, находится в Радомышльском районе Житомирской области.
Население по переписи 2001 года составляет 229 человек. Почтовый индекс — 12200. Телефонный код — 4132. Занимает площадь 0,739 км².

## Адрес местного совета
12200, Житомирская обл,, Радомышльский р-н, г. Радомышль, ул. М. Житомирская, 12